# Fogo sobre Terra
Fogo sobre Terra é uma telenovela brasileira produzida e exibida pela TV Globo entre 8 de maio de 1974 e 4 de janeiro de 1975, em 209 capítulos. Substituiu O Semideus e foi substituída por Escalada, sendo a 14ª "novela das oito" exibida pela emissora. 
Escrita por Janete Clair e dirigida por Walter Avancini e pelo poeta Vinicius de Moraes com supervisão de Daniel Filho.
Teve Juca de Oliveira, Regina Duarte, Dina Sfat, Jardel Filho, Neuza Amaral. Jayme Barcellos e Fúlvio Stefanini nos papéis principais.

## Enredo
No final dos anos 1950, dois irmãos separados na infância se reencontram na condição de rivais ao decidir o destino de uma cidade e disputar o amor da mesma mulher. Pedro (Juca de Oliveira) e Diogo (Jardel Filho), filhos de fazendeiros de Mato Grosso, foram separados aos três anos de idade após perderem os pais em um desastre de avião. Pedro foi criado pela tia Nara, em Divineia, cidade fictícia localizada no sertão de Mato Grosso, enquanto Diogo foi levado para o Rio de Janeiro e criado pelo engenheiro Heitor Gonzaga, ex-amante de Nara.
No Rio, Diogo frequentou as melhores escolas e desenvolveu um temperamento prático que o levou a se formar em engenharia e a se transformar em um profissional muito bem-sucedido, contratado da empresa de Heitor Gonzaga, de quem adotou o sobrenome e a quem trata como pai. Foi casado e teve uma filha, mas carrega na consciência a culpa pela morte da ex-mulher, que cometeu suicídio logo após a separação.
Em Divineia, Pedro Azulão foi educado pelo beato Juliano (Ênio Santos) – piloto do avião em que seus pais morreram – e aprendeu desde cedo a tomar conta dos negócios do pai, firmando-se como o boiadeiro dono da maioria das terras de sua região. Valente, de temperamento explosivo e respeitado como uma autoridade pelos moradores, ele demonstra o amor que tem pela cidade, batizada com o nome da sua mãe, vigiando com austeridade os forasteiros e viajantes que por acaso atravessam o seu território.
Representando essas duas realidades – a modernidade e a tradição, o urbano e o rural –, os dois irmãos se reencontram 30 anos mais tarde, quando a empresa de Heitor Gonzaga envia Diogo a Mato Grosso para chefiar a construção de uma represa no local ocupado por Divineia. Situada às margens do rio Jurapori, a cidade deveria ser inundada pelas águas do rio. Os seus habitantes seriam, então, realocados em outra cidade, a ser construída quilômetros adiante, onde poderiam usufruir dos benefícios da irrigação do solo proporcionados pela barragem. Pedro Azulão, entretanto, não quer pagar o preço de ver sua cidade desaparecer em prol de um progresso no qual não acredita e estimula a população a se insurgir contra a obra.
Enquanto tenta convencer Pedro de que está propondo o melhor para a cidade, Diogo conhece e se apaixona por Chica Martins (Dina Sfat), namorada de infância do irmão. A mulher, que passa a ser o objeto da disputa dos dois irmãos, cresceu sonhando em ser rica e morar na cidade grande e, por isso, odeia tudo o que a lembre da sua origem humilde. Ela odeia até o próprio nome, a ponto de dizer que se chama “Débora” ao ser apresentada a desconhecidos. No passado, ela chegou a abandonar Pedro Azulão para fugir com um fazendeiro que passava pela cidade, mas se arrependeu e voltou. No início, seu interesse por Diogo reside essencialmente na perspectiva de deixar Divineia para viver na cidade grande, mas depois ela se apaixona pelo engenheiro.
Acompanhando Diogo, também chega a Divineia a jovem Bárbara (Regina Duarte). Ela é a filha que Heitor Gonzaga (Jayme Barcellos) teve com Nara (Neuza Amaral), quando esta tinha 16 anos. Foi levada ainda criança para a cidade grande e criada pelo pai, que nunca lhe contou a verdade a respeito da identidade da mãe. Seu maior drama são as frequentes crises nervosas que lhe provocam cegueira psicológica, uma consequência do trauma de ter sido afastada da mãe. Em Divineia, ela se aproxima de Pedro e de Nara e, a partir do relacionamento com os dois, consegue superar seu problema. Nara vai gradualmente ocupando o seu lugar no coração da filha, até que lhe revela a verdade. E Pedro se apaixona pela moça, que termina sendo a razão pela qual ele abandona o conflito com o irmão.
No decorrer da trama, enquanto os engenheiros dão início aos preparativos para a demolição da cidade, Pedro Azulão tenta tudo o que pode para impedir que o irmão leve a cabo seu empenho. Por causa disso, acaba temporariamente preso. Quando é libertado, ele se convence de que é inútil resistir e decide se trancar em casa e se deixar levar pelas águas, como forma de protesto. Mas Bárbara revela que está esperando um filho dele e lhe pede para pensar na felicidade da criança. Emocionado, Pedro abandona a cidade. No capítulo final, o progresso triunfa, e Divineia é submersa pelas águas do rio Jurapori. Nara, que insiste em permanecer na cidade, morre durante a inundação.

## Elenco
| Ator / Atriz          | Personagem                                |
| --------------------- | ----------------------------------------- |
| Juca de Oliveira      | Pedro Fonseca (Pedro Azulão)              |
| Dina Sfat             | Francisca Peixoto Martins (Chica Martins) |
| Regina Duarte         | Bárbara Gonzaga Soares                    |
| Jardel Filho          | Diogo Gonzaga Soares                      |
| Neuza Amaral          | Nara                                      |
| Jaime Barcelos        | Dr. Heitor Gonzaga Soares                 |
| Fúlvio Stefanini      | Gustavo Lucena                            |
| Édson França          | Nilo Gato                                 |
| Marcos Paulo          | André de Melo                             |
| Sônia Braga           | Brisa                                     |
| Herval Rossano        | Arthur Braga                              |
| Gessy Fonseca         | Celeste Gonzaga Soares                    |
| Gilberto Martinho     | Zé Martins (José Martins)                 |
| Aracy Cardoso         | Dra. Lisa                                 |
| Ida Gomes             | Frida                                     |
| Dary Reis             | Tonho Madeira (Antônio)                   |
| Léa Garcia            | Tiana                                     |
| Darcy de Souza        | Ivone                                     |
| Germano Filho         | Expedito Santos de Matos (Quebra-Galho)   |
| Tamara Taxman         | Jamile                                    |
| Isaac Bardavid        | Salim                                     |
| Tony Ferreira         | Delegado Amaro                            |
| Lícia Magna           | Siá Isabel                                |
| Ênio Santos           | Beato Juliano                             |
| Françoise Forton      | Estrada de Ferro                          |
| Maria Zilda Bethlem   | Márcia                                    |
| Roberto Bonfim        | Saul                                      |
| Mary Daniel           | Dona Hilda Maria                          |
| Jorge Cherques        | Coronel João Aires de Brito               |
| Edson Silva           | Neves                                     |
| Ada Chaseliov         | Maria Paula                               |
| Monique Lafond        | Judi                                      |
| Hélio Ary             | Custódio                                  |
| Lourdinha Bittencourt | Sueli                                     |
| Rosana Garcia         | Viviane Gonzaga Soares (Vivi)             |
| Ricardo Garcia        | Ônibus                                    |
| José Miziara          | Amadeu                                    |
| Dartagnan Mello       | Bicho Brabo                               |
| Regina Linhares       | Ana Luiza                                 |
| Carapanã              | Tamaê                                     |
| Antônio Victor        | Dr. Lucena                                |
| Ivan de Almeida       | Moura                                     |
| Roberto Vieira        | Cabo Anacleto                             |
| Isabela Garcia        | Rodoviária                                |
| Abel Pêra             | Vigário Luis                              |
| Aldo Delano           | Juca                                      |
| Amelin Fiani          | Helena                                    |
| Cleyde Blota          | Lourdes                                   |
| Geny do Amaral        | Zoraide                                   |
| Ivo Giffoni           | Hippie                                    |
| Jorge Cândido         | Ismael                                    |
| Jota Barroso          | Carmo                                     |
| Moacyr Bastos         | Jairo                                     |
| Nilton Martins        | Januário                                  |
| Pepa Ruiz             | Isolina                                   |
| Phydias Barbosa       | Vicente                                   |
| Regina Viana          | Rita                                      |
| Tenen Resende         | Argentino                                 |
| Vinícius Salvatore    | Bruno Campos                              |

## Produção
A trama teve título provisório de "A Cidade Vazia".
Fogo sobre Terra é uma das novelas que mais sofreu censura e intervenção por parte da ditadura militar. Escrita em 1973, a trama foi liberada para exibição apenas no ano seguinte. Lançada na época em que o governo planejava a construção da Usina Hidrelétrica de Itaipu, os censores temiam que a novela gerasse uma revolta popular contra a construção da usina. Para isso, exigiram que a autora não matasse o protagonista Pedro Azulão (previsto para morrer afogado no último capítulo) para que ele não se tornasse um mártir anti-Itaipu. Além disso, o protagonista da trama foi visto com maus olhos pelos censores, pois ele representava uma espécie de líder revolucionário. Como na época os militares temiam alguma revolta popular, o personagem Pedro Azulão que era um líder comunitário foi  visto como mau exemplo. Em retaliação a isso, a censura ordenou mudanças no comportamento do personagem, fazendo a autora Janete Clair reescrever várias cenas, além de argumentar com o governo para que as cenas fossem liberadas para exibição.

## Exibição

### Outras mídias
Foi disponibilizada na plataforma de streaming Globoplay em 27 de maio de 2024, através do projeto Fragmentos, que visa resgatar obras com poucos capítulos preservados. Foram postados os capítulos 1, 2, 104, 105, 208 e 209.

## Recepção
O crítico Valério Almeida avaliando o primeiro mês da telenovela, elogiou a trama por ser "mais bem elaborada e menos fantasiosa que O Semideus" destacando a direção e a participação de Dina Sfat.

## Música

### Trilha sonora nacional
- "As Cores de Abril" - Toquinho e Vinícius (tema de Bárbara)
- "A Sanha do Lavrador" - Ruy Maurity (tema de Diogo)
- "Uma Rosa Em Minha Mão" - Marília Barbosa (tema de Brisa e Chica)
- "Calmaria e Vendaval" - Djavan (tema de Pedro Azulão e Chica)
- "Pele de Couro" - Ruy Maurity (tema de André)
- "Fogo Sobre Terra" - Coral Som Livre (tema de abertura)
- "Com Licença, Moço" - Ruy Maurity (tema de Pedro Azulão)
- "Divineia" - Eustáquio Sena (tema de locação: Divinéia)
- "Planta Baixa" - Betinho (tema de Chica)
- "Ai Quem Dera" - Instrumental (tema de Nara)
- "Passarinhada" - Ruy Maurity (tema de Pedro Azulão, Diogo, Chica e Bárbara)
- "Fogo Sobre Terra" - MPB-4 & Quarteto Em Cy (tema de encerramento)

Músicas: Toquinho, Vinícius de Moraes, Ruy Maurity, Guga de Oliveira e Getúlio de Oliveira
Coordenação geral: João Araújo
Produção musical: João Mello e Eustáquio Sena

### Trilha sonora internacional
- "La Chanson Pour Anna" - Free Sound Orchestra (tema de Bárbara)
- "It's All In The Game" - Tyrone Davis
- "Machine Gun" - The Commodores  (tema de locação)
- "Seasons In The Sun" - Terry Jacks (tema de Brisa e André)
- "Sleepin' " - Diana Ross
- "Tic Tac" - Alarm Clock
- "I Won't Be Following You" - B. J. Thomas
- "Don't Be Down" - Papi (tema de Chica e Diogo)
- "Rhapsody In White" - Barry White
- "Can We Love Forever" - The Whispers
- "Son Of Sagittarius" - Eddie Kendricks
- "Bite You" - Bo Diddley
- "I'll Love You Tenderly" - King Lou (tema de Bárbara e Pedro Azulão)
- "Black & Roll" - Max B.

Hot Wheels (The Chase) - Badder Than Evil

## Remake cancelado
Em 2005, o autor Ricardo Linhares enviou a Globo uma sinopse de Fogo Sobre Terra com uma história mais ampliada, mas o projeto foi engavetado por motivos desconhecidos, além de não ser revelado em qual faixa ela seria exibida.